# عثمان أحمد عثمان الغامدي
عثمان أحمد عثمان الغامدي هو مواطن سعودي، اعتُقل خارج نطاق القضاء في معسكرات الاعتقال في خليج غوانتانامو التابعة للولايات المتحدة في كوبا. رقم الاعتقال المسلسل الخاص به في معتقل غوانتانامو 184.

## نقله إلى السعودية
في 25 يونيو 2006 نُقِلَ 14 رجلاً من غوانتانامو إلى المملكة العربية السعودية، من ضمنهم سعودي عُرف باسم عثمان أحمد عثمان الغامدي.

## بعد العودة
في 3 فبراير 2009 نشرت الحكومة السعودية قائمة تضم 85 مطلوبًا" مشتبه بهم، تضمنت شخصًا تم التعرف عليه باسم «عثمان الغامدي»، وتضمنت هذه القائمة عشرة من معتقلي جوانتانامو السابقين، كان نصفهم من بين الرجال الأحد عشر الذين أعيدوا إلى الوطن في 9 نوفمبر 2007.
ذكرت جريدة سعودي جازيت أنه "يعتقد أن الغامدي قد سافر إلى دولة مجاورة مع صهره وزميله "المطلوبين" وزميله السابق في غوانتانامو عدنان الصايغ تاركين وراءهم زوجاتهم وأبنائهم.
وذكرت صحيفة البريد اليمني في 27 سبتمبر أن عثمان الغامدي ويوسف الشهري قد اتصلا بأسرتيهما وطلبا نقل خبر إلى عائلة فهد صالح سليمان الجاتيلي بأنه توفي خلال عملية عسكرية قام بها مسؤولون أمنيون يمنيون.
وفي 28 مايو 2010 كتب توماس جوسلين، في صحيفة ذا لونج وار أن معتقل جوانتانامو سابق اسمه عثمان أحمد الغامدي ظهر مؤخرًا في شريط فيديو بعنوان «أمريكا والفخ النهائي»، وذكر جوسلين أن الشريط أصدرته القاعدة في شبه جزيرة العرب، وأن عثمان أكد مقتل ثلاثة من قادة الجماعة. وذكر جوسلين أن الشريط وصف عثمان بأنه أحد قادة التنظيم في شبه الجزيرة العربية.
كما تم وضع الغامدي على قائمة المكافآت من أجل العدالة بوزارة الخارجية الأمريكية في 14 أكتوبر 2014، وتمت إزالته من القائمة في يناير 2016، وفي فبراير 2015 قيل إن الغامدي قتل في غارة بطائرة بدون طيار في اليمن. وفي مارس 2016 أكدت وزارة الخارجية الأمريكية لمكتب الصحافة الاستقصائية أن الغامدي لم يعد «يشكل تهديدًا للأشخاص أو المصالح الأمريكية»، أوكد تنظيم القاعدة في جزيرة العرب وفاة الغامدي في سبتمبر 2018.